# Sybilla Koburg
Sybilla Koburg (Sibylla Calma Marie Alice Bathildis Feodora; ur. 18 stycznia 1908 w Gocie, zm. 28 listopada 1972 w Sztokholmie) – księżniczka Saksonii, później księżna Västerbotten jako żona syna Gustawa VI Adolfa, Gustawa Adolfa. Jest matką obecnego króla Szwecji, Karola XVI Gustawa.

## Biografia

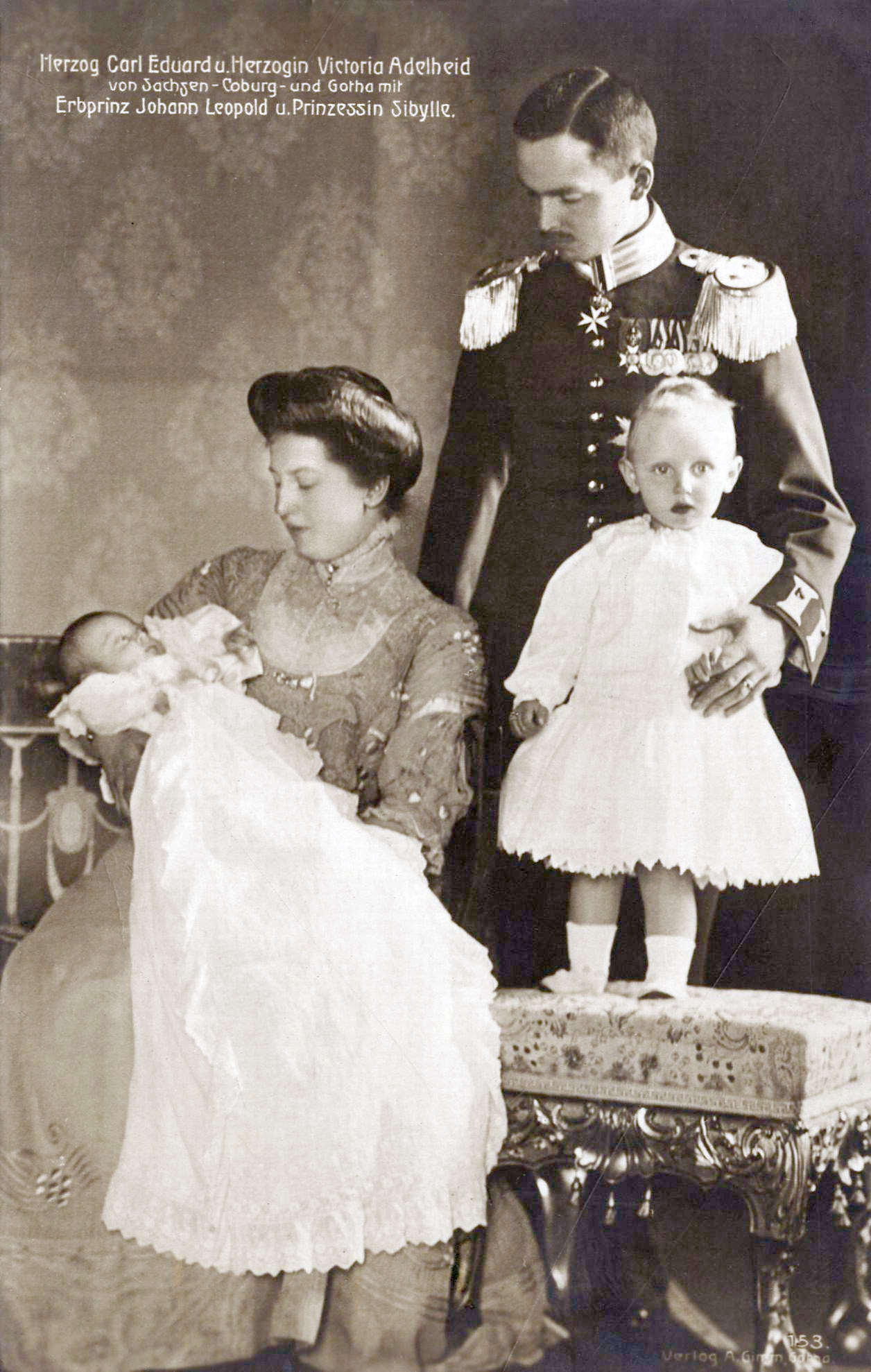
Sybilla z rodzicami i starszym bratem, Janem Leopoldem (1908)

Urodziła się 18 stycznia 1908 roku w pałacu Friedenstein w Gocie jako drugie dziecko księcia Saksonii-Coburga-Gothy, Karola Edwarda (1884–1954), oraz jego żony, Wiktorii Adelajdy ze Szlezwika-Holsztynu (1885–1970). Otrzymała imiona Sybilla Calma Maria Alicja Batylda Feodora (właśc. Sibylla Calma Marie Alice Bathildis Feodora). Prababką dziewczynki była królowa Wielkiej Brytanii, Wiktoria Hanowerska (1819–1901).
Sybilla rozpoczęła swoją edukację w domu, a następnie kontynuowała ją w Gymnasium Alexandrinum w Coburgu, a potem w Kunstgewerbeschule w Weimarze. Po klęsce Cesarstwa w I wojnie światowej i wybuchu rewolucji listopadowej w 1918 roku ojciec księżniczki – podobnie jak wszyscy niemieccy monarchowie – został zmuszony do abdykacji, a następnie stał się członkiem NSDAP.

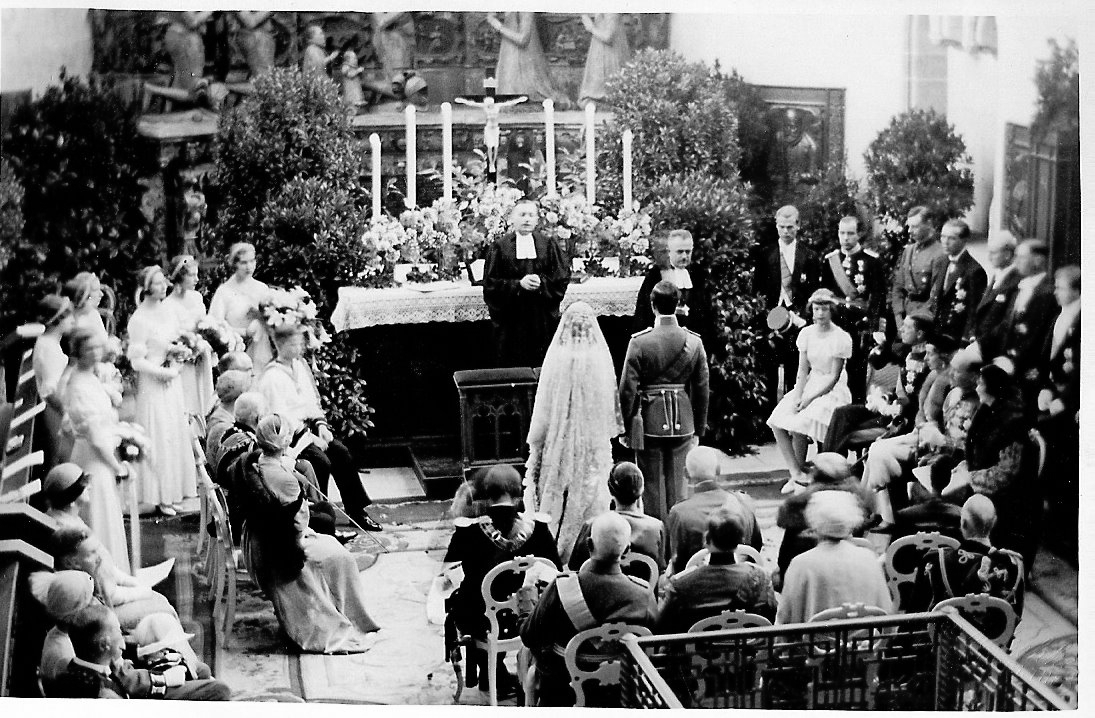
Ślub kościelny Sybilli i Gustawa Adolfa (1932)

W listopadzie 1931 roku Sybilla była druhną na ślubie Mai Cambridge, córki Aleksandra Cambridge, bratanicy brytyjskiej królowej, Marii Teck, żony Jerzego V. Tam jej kuzynka, księżniczka szwedzka, Ingrid Bernadotte, przedstawiła ją swojemu bratu, Gustawowi Adolfowi. Zaręczyny Sybilli i szwedzkiego księcia zostały ogłoszone 16 czerwca 1932 roku na zamku Callenberg w Coburgu.
Ślub cywilny pary odbył się 19 października 1931 roku na zamku Veste, a ślub kościelny miał miejsce następnego dnia w kościele św. Maurycego w Coburgu. Na ceremonię zaślubin Sybilla założyła welon, który otrzymała od najmłodszego syna Oskara II, Eugeniusza, który zaś otrzymał go od swojej matki, Zofii Wilhelminy Nassau. Welon ten noszony jest tradycyjnie przez panny młode związane ze szwedzką rodziną królewską – ostatni raz na swój ślub założyła go obecna następczyni tronu Szwecji, Wiktoria.
Na ślubie Sybilli i Gustawa pojawiło się bardzo wiele ważnych osobistości ówczesnego świata: król Bułgarii, Ferdynand I Koburg, następca tronu Norwegii, Olaf (późniejszy król Olaf V), wraz z żoną, Martą, książę Danii, Harald, z żoną, Heleną, wielkie księżne Rosji: Wiktoria Melita Koburg i Kira Romanowa, a także Ruppert Maria Wittelsbach, ostatni następca tronu Bawarii. W ceremonii zaślubin nie wziął udziału natomiast dziadek pana młodego, ówczesny król Szwecji, Gustaw V. Powodem były bliskie relacje ojca Sybilli z Adolfem Hitlerem (czego dowodzi chociażby list z gratulacjami, który przywódca NSDAP napisał do Karola Edwarda z okazji ślubu jego córki).

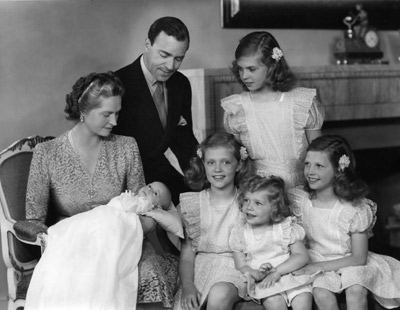
Sybilla z mężem i dziećmi (1946)

Po ślubie małżonkowie wyjechali do Włoch, gdzie spędzili swój miesiąc miodowy, a następnie przyjechali do Szwecji. Tam zamieszkali w pałacu Haga, gdzie na świat przyszło pięcioro ich dzieci – Małgorzata (ur. 1934), Brygida (ur. 1937 - zm. 2024), Dezyderia (ur. 1938), Krystyna (ur. 1943) i Karol Gustaw (ur. 1946). Sybilla bardzo źle czuła się w swojej nowej ojczyźnie. Wpływało na to wiele czynników – przede wszystkim związki jej rodziny z nazistami. Ponadto nowa księżna Västerbotten miała duże trudności z nauczeniem się języka szwedzkiego, dlatego też ze swoimi dziećmi rozmawiała w swoim ojczystym języku – niemieckim.
26 stycznia 1947 mąż Sybilli, Gustaw Adolf zginął w wypadku lotniczym. Tracąc męża, Sybilla straciła również szansę stania się królową Szwecji. Zajęła się jednak przygotowaniem swojego syna do roli króla.
W 1965 roku, po śmierci królowej Ludwiki Mountbatten, Sybilla została najstarszą wiekiem księżniczką Szwecji i od tego momentu wspierała króla Szwecji, króla Gustawa VI Adolfa, w pełnieniu oficjalnych obowiązków jako faktyczna pierwsza dama państwa. Od tego momentu jej popularność zaczęła rosnąć.
Zmarła 28 listopada 1972 roku w Sztokholmie na raka jelita grubego, zaledwie rok przed tym, gdy jej syn wstąpił na tron. Została skremowana i pochowana obok swojego męża 7 grudnia 1972 roku na Kungliga begravningsplatsen.

## Tytulatura
18 stycznia 1908 – 30 listopada 1917: Jej Wysokość księżniczka Sybilla z Saksonii-Coburga-Gothy, księżna Saksonii, księżniczka Wielkiej Brytanii
30 listopada 1917 – 19 października 1932: Jej Wysokość księżniczka Sybilla z Saksonii-Coburga-Gothy, księżna Saksonii
19 października 1932 – 28 listopada 1972: Jej Królewska Wysokość księżniczka Sibylla, księżna Västerbotten

## Odznaczenia
- Order Królewski Serafinów
- Order Ernestyński
- Order Zasługi Republiki Federalnej Niemiec
- Order Domowy Nassauski Lwa Złotego[2]

## Genealogia
| Pradziadkowie              | Albert Saxe-Coburg-Gotha (1819–1861) ∞ 1840 Królowa Wielkiej Brytanii Wiktoria Hanowerska (1819–1901)        | Albert Saxe-Coburg-Gotha (1819–1861) ∞ 1840 Królowa Wielkiej Brytanii Wiktoria Hanowerska (1819–1901)        | Jerzy Wiktor Waldeck-Pyrmont (1831–1893) ∞1853 Helena Nassau (1831-1888)                                     | Jerzy Wiktor Waldeck-Pyrmont (1831–1893) ∞1853 Helena Nassau (1831-1888)                                     | Fryderyk Schleswig-Holstein-Sonderburg-Glücksburg (1814–1885) ∞1841 Adelajda Krystyna Schaumburg-Lippe (1821–1899)                                          | Fryderyk Schleswig-Holstein-Sonderburg-Glücksburg (1814–1885) ∞1841 Adelajda Krystyna Schaumburg-Lippe (1821–1899)                                          | Fryderyk VIII Schleswig-Holstein (1829–1880) ∞1856 Adelajda Wiktoria Hohenlohe-Langenburg (1835–1900)                                                       | Fryderyk VIII Schleswig-Holstein (1829–1880) ∞1856 Adelajda Wiktoria Hohenlohe-Langenburg (1835–1900)                                                       |
| Dziadkowie                 | Leopold Koburg (1853–1884) ∞ 1882 Helena Waldeck-Pyrmont (1861–1922)                                         | Leopold Koburg (1853–1884) ∞ 1882 Helena Waldeck-Pyrmont (1861–1922)                                         | Leopold Koburg (1853–1884) ∞ 1882 Helena Waldeck-Pyrmont (1861–1922)                                         | Leopold Koburg (1853–1884) ∞ 1882 Helena Waldeck-Pyrmont (1861–1922)                                         | Fryderyk Ferdynand ze Szlezwika-Holsztynu-Sonderburga-Glücksburga (1855-1934) ∞1885 Karolina Matylda Schleswig-Holstein-Sonderburg-Augustenburg (1860–1932) | Fryderyk Ferdynand ze Szlezwika-Holsztynu-Sonderburga-Glücksburga (1855-1934) ∞1885 Karolina Matylda Schleswig-Holstein-Sonderburg-Augustenburg (1860–1932) | Fryderyk Ferdynand ze Szlezwika-Holsztynu-Sonderburga-Glücksburga (1855-1934) ∞1885 Karolina Matylda Schleswig-Holstein-Sonderburg-Augustenburg (1860–1932) | Fryderyk Ferdynand ze Szlezwika-Holsztynu-Sonderburga-Glücksburga (1855-1934) ∞1885 Karolina Matylda Schleswig-Holstein-Sonderburg-Augustenburg (1860–1932) |
| Rodzice                    | Karol Edward z Saksonii-Coburga-Gothy (1884-1954) ∞1905 Wiktoria Adelajda ze Szlezwika-Holsztynu (1885-1970) | Karol Edward z Saksonii-Coburga-Gothy (1884-1954) ∞1905 Wiktoria Adelajda ze Szlezwika-Holsztynu (1885-1970) | Karol Edward z Saksonii-Coburga-Gothy (1884-1954) ∞1905 Wiktoria Adelajda ze Szlezwika-Holsztynu (1885-1970) | Karol Edward z Saksonii-Coburga-Gothy (1884-1954) ∞1905 Wiktoria Adelajda ze Szlezwika-Holsztynu (1885-1970) | Karol Edward z Saksonii-Coburga-Gothy (1884-1954) ∞1905 Wiktoria Adelajda ze Szlezwika-Holsztynu (1885-1970)                                                | Karol Edward z Saksonii-Coburga-Gothy (1884-1954) ∞1905 Wiktoria Adelajda ze Szlezwika-Holsztynu (1885-1970)                                                | Karol Edward z Saksonii-Coburga-Gothy (1884-1954) ∞1905 Wiktoria Adelajda ze Szlezwika-Holsztynu (1885-1970)                                                | Karol Edward z Saksonii-Coburga-Gothy (1884-1954) ∞1905 Wiktoria Adelajda ze Szlezwika-Holsztynu (1885-1970)                                                |
| Sybilla Koburg (1908-1972) | | | | | | | | |